# Landkreis Ansbach
Landkreis Ansbach är ett distrikt i Bayern i Tyskland. Det distriktet bor det lite mer än 178 000 invånare. Genom distriktet passerar motorvägarna A6 och A7. 